# Rakovica (Čajetina)
Rakovica (Servisch cyrillisch Раковица) is een plaats in de Servische gemeente Čajetina. De plaats telt 108 inwoners (2002).